# Лутьково
Лутьково — деревня в Большерогачёвском сельском поселении Дмитровского района Московской области. Расположена на северо-западе Московской области в 63-х км от МКАД, в 25,5 км к востоку от Дмитрова и в 3-х км от центра с. Рогачёво на реке Лбовке. Население — 32 чел. (2010).

## Население
| 2002 | 2006 | 2010 |
| ---- | ---- | ---- |
| 34   | ↘26  | ↗32  |

## История
В 1766 деревня Луткова Каменского стана Дмитровского уезда Московской губернии, принадлежала Коллегии экономии, а ранее Николо-Пешношскому монастырю.
В 1859 — казённая деревня Лутькова при р. Лбовке, в которой имелось 18 дворов (66 мужчин, 60 женщин).
В 1899 здесь проживало 179 человек. В 1911 — в деревне умелось уже 27 дворов.
В 1926 деревня Лутьково входила в состав Мало-Рогачёвского сельсовета Рогачёвской волости Дмитровского уезда. Имелось 20 крестьянских дворов, 4 прочих, в которых проживало 108 жителей (48 мужчин, 60 женщин).
Соседние деревни: Поздняково, Кочергино, Васнево, Трехденево, Поповское, Назарово.